# نیوهوپ، شهرستان پرکوئیمانز، کارولینای شمالی
نیوهوپ (به انگلیسی: New Hope) یک منطقهٔ مسکونی در ایالات متحده آمریکا است که در کارولینای شمالی و در شهرستان پرکیویمانز واقع شده‌است. نیوهوپ ۰٫۹۱ متر بالاتر از سطح دریا قرار دارد.